# California Breed
California Breed (с англ. — «Калифорнийская порода») — английско-американская хард-рок группа, основанная в Лос-Анджелесе, штат Калифорния. Сформированная в 2013 г., группа была супергруппой и состояла из басиста и вокалиста Гленна Хьюза, гитариста и вокалиста Эндрю Уотта и барабанщика Джейсона Бонэма. После распада его предыдущей группы Black Country Communion в начале 2013 г. Хьюз по рекомендации Джулиана Леннона познакомился с Эндрю Уоттом. Позднее в этом году Хьюз и Уотт создали California Breed наряду с другим бывшим членом Black Country Communion Бонэмом. Группа записала свой одноимённый дебютный альбом с продюсером Дейвомом Коббом в конце 2013 года в Нэшвилле, Теннесси. Альбом был выпущен на итальянском лейбле Frontiers Records в мае 2014.
В январе 2015 группа заявила о своём распаде, а в январе 2016 года Хьюз и Бонэм объявили о воссоединении Black Country Communion

## История

### 2013—2014 гг.: Формирование и запись альбома
С 2009 по 2013 годы Гленн Хьюз и Джейсон Бонэм выступали вместе — вместе с гитаристом и вокалистом Джо Бонамассой и клавишником Дереком Шериняном — в группе Black Country Communion. После того, как в марте 2013 года было подтверждено, что Бонамасса покинул группу, Хьюз дал понять, что остальные три члена вернутся вместе, в той или иной форме, но позднее; это было объявлено позже, в августе, однако Шеринян присоединился к Бонамассе и стал гастролировать с ним в качестве штатного музыканта. На протяжении оставшейся части 2013 года Хьюз стал снова выступать вместе с Kings of Chaos и записывать свой сольный альбом. Хьюз и Бонэм впервые стали играть с Уоттом в California Breed в 2013 г., после того, как Хьюз познакомился с Уоттом в Нью-Йорке через общего знакомого и музыканта Джулиана Леннона (сына Джона Леннона); через несколько дней, дома у Хьюза, они вдвоём написали две песни — «Chemical Rain» и «Solo» — и вскоре после этого предложили Бонэму завершить формирование трио.
На протяжении конца 2013 года группа записала 12 песен для своего дебютного альбома, авторами всех из которых являются все три члена группы. 6 февраля 2014 года было сделано объявление о создании California Breed. Первым синглом группы стала песня «Midnight Oil» с их дебютного альбома, который был выпущен в мае 2014.
В августе-декабре 2014 года группа провела тур по Америке и Европе, включая несколько городов России.

### Распад
2 июня 2014 г., ещё за два месяца до тура по Америке и Европе, группу покинул барабанщик Джейсон Бонэм, на замену которому пришёл Джоуи Кастильо (игравший в Queens Of The Stone Age). После этого Бонэм написал, что «я люблю этих ребят, — но это мне не подходит». Хьюз прокомментировал это так: «У меня нет никакого неуважения к Джейсону, только тонны любви — просто он решил работать с другими людьми, когда на самом деле он должен работать с California Breed».
16 января 2015 г. группа сообщила в Твиттере о своём распаде, заявив: «Нас больше нет… мы просто не могли держаться вместе», а также написала в Facebook: «Это конец группы». Уотт добавил с своём Facebook: «Я полностью вкладывал себя в эту группу. Всё, что я могу сказать — я проделал с ней долгий путь. Это не конец — это действительно начало».

## Стиль, написание песен и влияние
Говоря о стиле группы при объявлении о её формировании, Хьюз обобщил стиль группы как «истинный рок» (proper rock), описывая его как смесь между традиционными и современными элементами жанра. Уотт определяет стиль группы как близкий к The Who, The Rolling Stones и Led Zeppelin, которые повлияли на его, в то время как Бонэм сравнил молодого гитариста с Джими Хендриксом. Дебютный альбом группы был написан в равной степени тремя участниками, и был описан как смесь между «классическими рок-элементами Black Country Communion — громкими, сочными риффами и раздирающим сердце вокалом и блеском 21-го века».

## Состав

### Последний состав
- Гленн Хьюз — бас-гитара, вокал (2013—2015)
- Эндрю Уотт — гитара, вокал (2013—2015)
- Джоуи Кастильо — ударные (2014—2015)[16]

### Бывшие участники
- Джейсон Бонэм — ударные (2013—2014)

## Дискография
| Год  | Детали                                                                                     | Места в чартах | Места в чартах | Места в чартах |
| Год  | Детали                                                                                     | NED            | UK             | UK Rock        |
| ---- | ------------------------------------------------------------------------------------------ | -------------- | -------------- | -------------- |
| 2014 | California Breed - Выпущен: 19 мая 2014 - Лейбл: Frontiers (#646) - Формат: CD, CD+DVD, DL | 93             | 26             | 1              |